# رون بلير
رون بلير (بالإنجليزية: Ron Blair)‏ هو موسيقي أمريكي، ولد في 16 سبتمبر 1948 في سان دييغو في الولايات المتحدة.

## وصلات خارجية
- رون بلير على موقع IMDb (الإنجليزية)
- رون بلير على موقع ميوزك برينز (الإنجليزية)
- رون بلير على موقع ديسكوغز (الإنجليزية)
- رون بلير على موقع قاعدة بيانات الفيلم (الإنجليزية)